# Úherčice
Úherčice (en allemand : Auhertschitz) est une commune du district de Chrudim, dans la région de Pardubice, en République tchèque. Sa population s'élevait à 137 habitants en 2022.

## Géographie
Úherčice se trouve à 4 km au sud-sud-est du centre de Heřmanův Městec, à 10 km à l'ouest-sud-ouest de Chrudim, à 15 km au sud-sud-ouest de Pardubice et à 91 km à l'est-sud-est de Prague.
La commune est limitée par Heřmanův Městec au nord, par Morašice à l'est, par Vápenný Podol au sud, et par Kostelec u Heřmanova Městce à l'ouest.

## Histoire
La première mention écrite de la localité date de 1392.

## Galerie

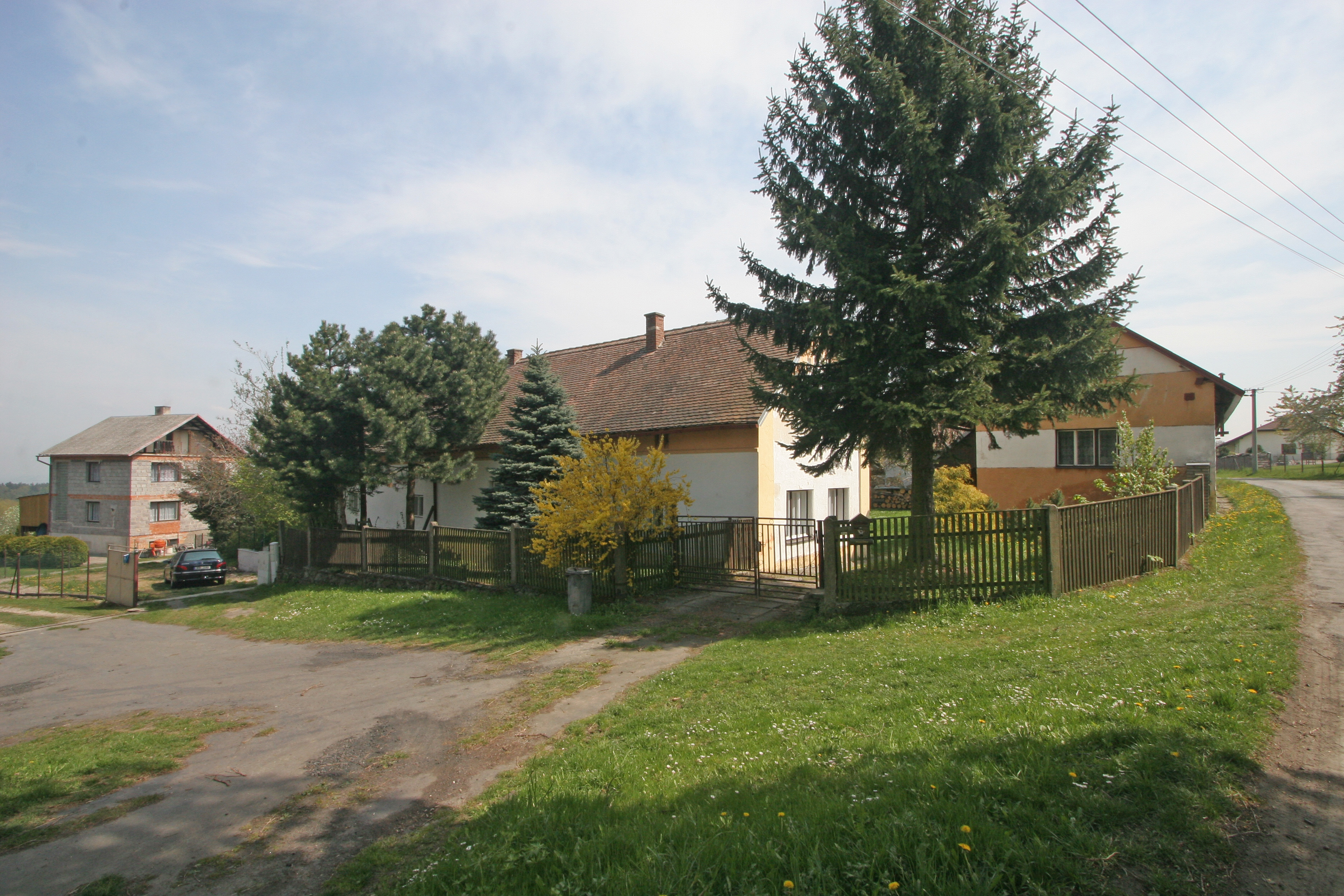
Maison à Úherčice.
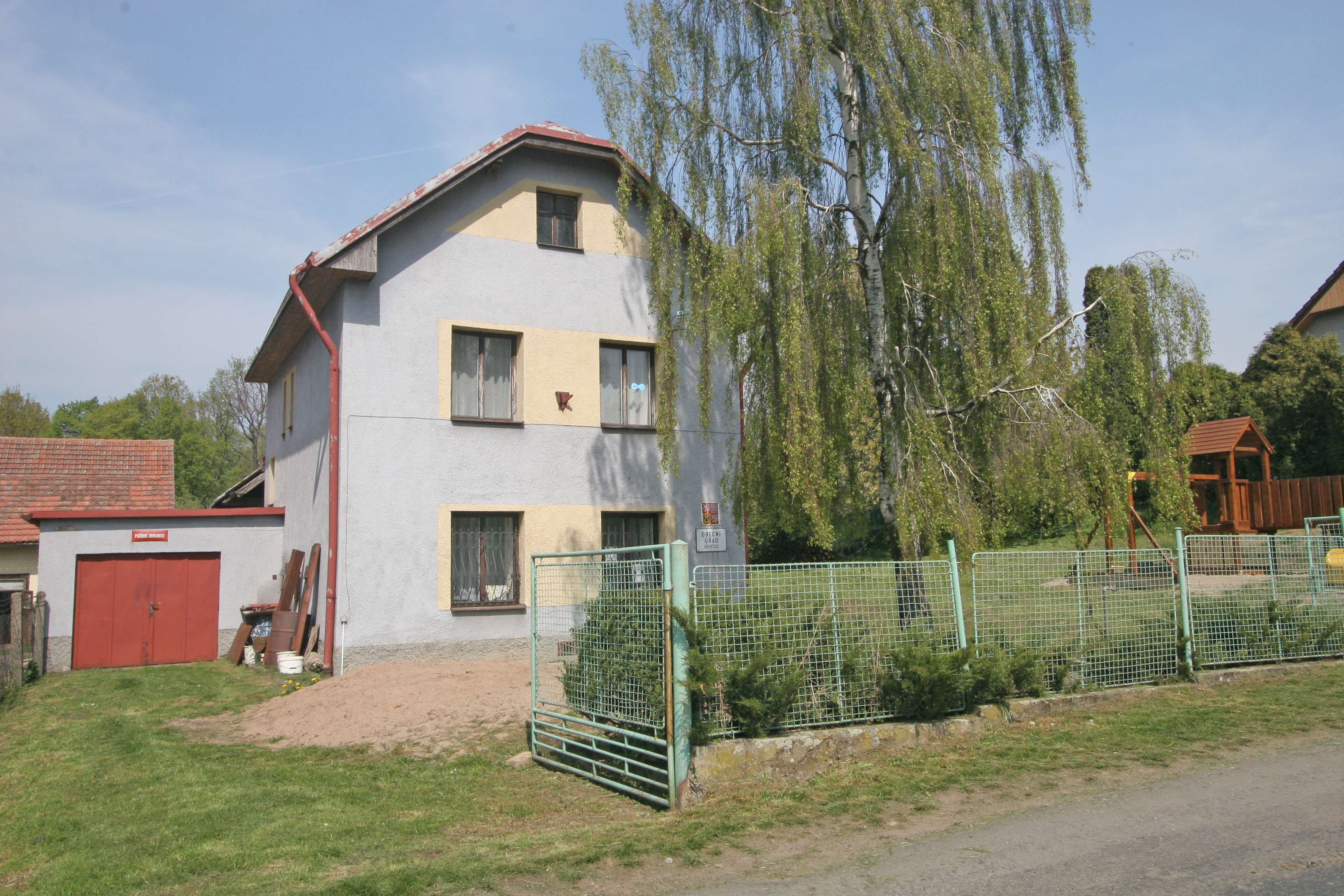
Úherčice ; la maison.

## Transports
Par la route, Úherčice se trouve à 5 km du centre de Heřmanův Městec, à 12 km de Chrudim, à 18 km de Pardubice et à 117 km de Prague.